# Kanton Saillans
Der Kanton Saillans war bis 2015 ein französischer Wahlkreis im Arrondissement Die, im Département Drôme und in der Region Rhône-Alpes; sein Hauptort war Saillans.
Der zwölf Gemeinden umfassende Kanton hatte 2364 Einwohner (Stand: 2012). Die Fläche betrug 177,43 km².

## Gemeinden
| Gemeinde               | Einwohner | Fläche in ha |
| ---------------------- | --------- | ------------ |
| Aubenasson             | 30        | 669          |
| Aurel                  | 205       | 2626         |
| Chastel-Arnaud         | 36        | 1265         |
| Espenel                | 119       | 1506         |
| Eygluy-Escoulin        | 59        | 2653         |
| La Chaudière           | 17        | 1217         |
| Rimon-et-Savel         | 29        | 1231         |
| Saillans (chef-lieu)   | 905       | 1484         |
| Saint-Benoit-en-Diois  | 31        | 1117         |
| Saint-Sauveur-en-Diois | 52        | 695          |
| Vercheny               | 387       | 1119         |
| Véronne                | 37        | 2131         |